# 彭大志
彭大志，山西人。清朝將領。  
雍正元年（1723年）癸卯恩科武进士。同年十二月放三等侍衛。四年十二月（1727年）放廣東高州鎮標右營游擊。